# Burg Lüdershausen
Die Burg Lüdershausen ist eine abgegangene spätmittelalterliche Burg- und Schlossanlage des Herzogtums Braunschweig-Lüneburg im Ortsteil Lüdershausen der Gemeinde Brietlingen im niedersächsischen Landkreis Lüneburg südlich der Neetze.

## Geschichte
Der Übergang über die Neetze war vermutlich schon im 10. Jahrhundert durch eine Burg gesichert. Ein erster indirekter Hinweis auf ihre Existenz erscheint aber erst 1262 in den Schriftquellen als ein Ortsadelsgeschlecht der Herren von Lüdershausen nachgewiesen ist. Die Burg erscheint möglicherweise 1347 erstmals ausdrücklich in der historischen Überlieferung, als die Herzöge von Braunschweig-Lüneburg eine Kemenate in Lüdershausen verpfändeten. Zu vermuten ist aufgrund dieses Begriffes, dass die Burg damals die Form eines befestigten Festen Hauses besaß.
1371 wurde die Burg im Lüneburger Erbfolgekrieg durch die Lüneburger Bürger eingenommen und dabei stark beschädigt. Sie ist anschließend größer wieder aufgebaut worden. 1372 wurde in einer Urkunde eine Vorburg und ein Turm erwähnt und die Errichtung einer Palisade angemahnt. Da die Burg für die Stadt Lüneburg zur Sicherung der Straße Lüneburg-Lübeck von großer Bedeutung war, erwarben sie das Pfand über die Anlage, das sie bis 1600 fast durchgehend innehatten. Die Verwaltung lag in den Händen eines Ratsherren bzw. später eines Bürgermeisters, der als Schlosshauptmann eingesetzt wurde. Nach der Einlösung des Pfandes wurde die Burg vorübergehend Sitz eines Amtes des Herzogtums. Im Dreißigjährigen Krieg wurden die Befestigungen nach der Einnahme durch die Schweden 1631 ein letztes Mal verstärkt, nach dem Krieg wurde die Burg aber abgebrochen. 
Bis vor kurzem war im Südwesten und Südosten noch der Burggraben erhalten, im Südosten sogar noch bis in 5 m Breite.